# N-02D

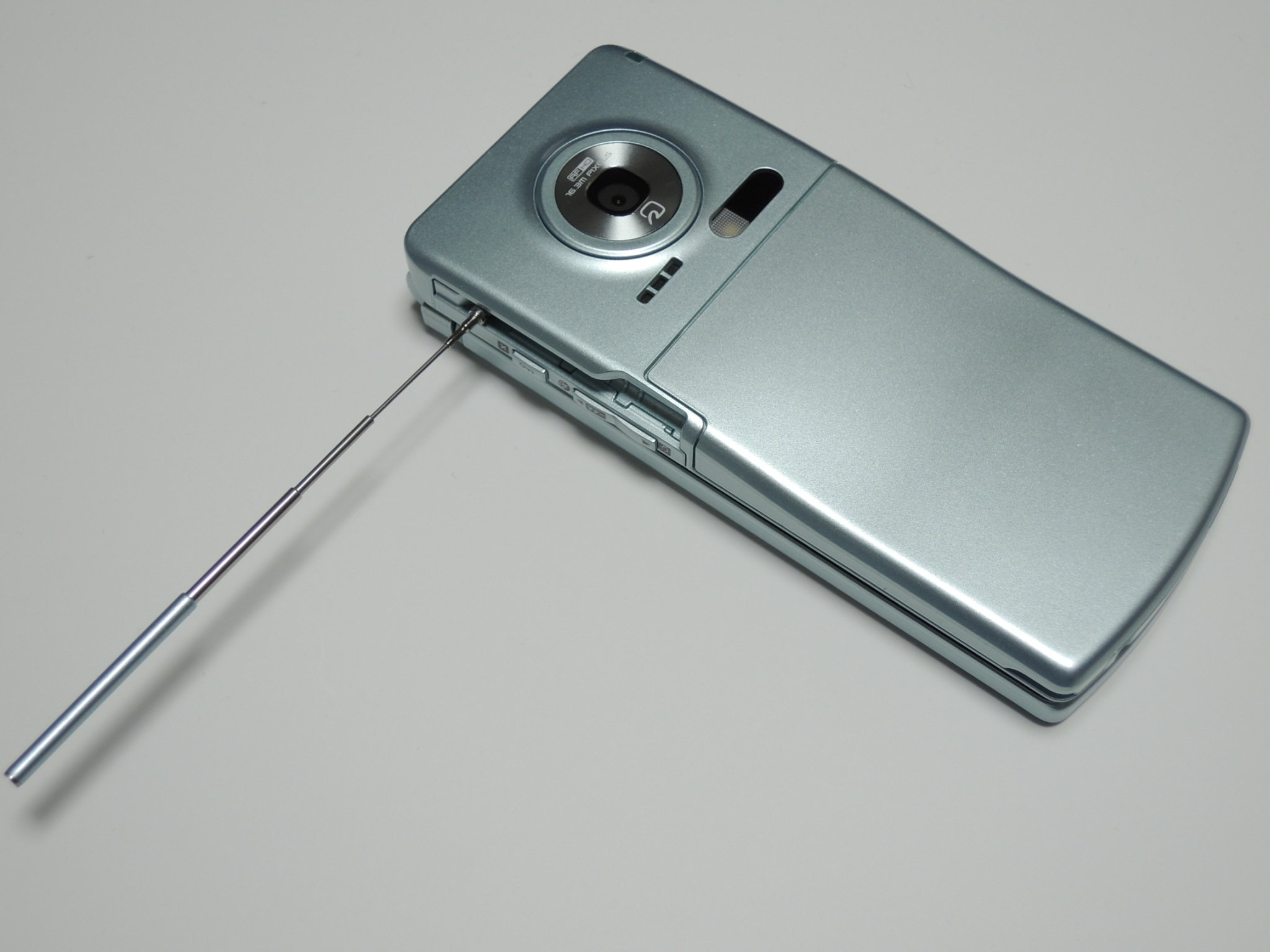
カメラ側およびワンセグ用アンテナを展開した状態

docomo STYLE series N-02D（ドコモ スタイル シリーズ エヌゼロにディー）は、NECカシオ モバイルコミュニケーションズによって開発された、NTTドコモの第3世代移動通信システム（FOMA）端末である。docomo STYLE seriesの端末。

## 概要
N-01CとN-02Cの後継機で、N-04Bの回転2軸・タッチパネル・BluetoothやN-02Cの防水・防塵性能を取り入れているが、ニューロポインターやWi-Fiは搭載されていない。また、インカメラが無いため、テレビ電話で自画像を送信する際にはディスプレイを回転し、外側のメインカメラを利用する。
2011年冬モデルで、スマートフォン以外で1.7GHz帯が利用でき、かつ一般のサイズのドコモUIMカードを利用できる端末は当端末のみとなっている（N-03Dは、通常サイズのドコモUIMカード対応だが1.7GHz帯に非対応。その他、同時期に発表された「STYLE」は、すべてminiUIMカードを採用）。

## 主な対応サービス
| 主な対応サービス                   | 主な対応サービス                                                    | 主な対応サービス                       | 主な対応サービス                                      |
| ---------------------------------- | ------------------------------------------------------------------- | -------------------------------------- | ----------------------------------------------------- |
| タッチパネル                       | FOMAハイスピード7.2Mbps(受信)／5.7Mbps(送信)                        | Bluetooth                              | DCMX／おサイフケータイ                                |
| iアプリオンライン／地図アプリ      | 直感ゲーム／メガiアプリ                                             | iウィジェット                          | マチキャラ／iコンシェル(※)                            |
| ホームU／ポケットU                 | GPS／ケータイお探し                                                 | デコメール／デコメ絵文字／デコメアニメ | iチャネル                                             |
| 着もじ                             | テレビ電話／キャラ電                                                | ケータイデータお預かりサービス         | フルブラウザ                                          |
| おまかせロック／バイオ認証         | 外部メモリーへiモードコンテンツ移行／ユーザーデータ一括バックアップ | トルカ                                 | iC通信／iCお引越しサービス                            |
| きせかえツール／ダイレクトメニュー | バーコードリーダ／名刺リーダ                                        | 2in1                                   | エリアメール／ソフトウェアーアップデート自動更新      |
| GSM／3Gローミング（WORLD WING）    | 着うたフル／うた・ホーダイ                                          | Music&Videoチャネル／ビデオクリップ    | デジタルオーディオプレーヤー(WMA)(AAC)(SD-Audio)(MP3) |

※オートGPS対応

## 歴史
- 2011年10月18日 - NTTドコモより正式発表。